# Liste von Filmkritikern
Die Liste von Filmkritikern stellt bekannte Filmkritiker sortiert nach Ländern zusammen.

## Deutschland
- Michael Althen
- Oliver Armknecht (film-rezensionen.de)[1]
- Rudolf Arnheim
- Toby Ashraf (taz)[2]
- Volker Baer
- Helmut W. Banz (1941–2012)[3]
- Lucas Barwenczik (Filmdienst)[4]
- Beatrice Behn (Kino-Zeit)[5]
- Lars-Olav Beier (Der Spiegel)
- Wilfried Berghahn (1930–1964)[6]
- Dunja Bialas
- Volker Bleeck (TV Spielfilm)[7]
- Heiko R. Blum (Rheinische Post u. a.)
- Katharina Blum
- Hans-Christoph Blumenberg
- Inge Bongers-Ritter
- Andreas Borcholte (Spiegel online)
- Nicolai Bühnemann (Perlentaucher)[8]
- Andreas Busche (Der Tagesspiegel)[9]
- Esther Buss
- Ernst Corinth
- Matthias Dell (epd Film)[10]
- Brigitte Desalm (Kölner Stadt-Anzeiger, Steadycam)
- Andrea Dittgen (Die Rheinpfalz)[11]
- Wolf Donner
- Lotte Eisner
- Knut Elstermann (Rundfunk Berlin-Brandenburg)
- Erich Emigholz (Weser-Kurier u. a.)
- Hans Feld
- Heike Melba Fendel
- Helmut Fiebig (Cinema)
- Lukas Foerster
- Bodo Fründt
- Tilmann P. Gangloff
- Manfred George
- Erwin Goelz alias Frank Maraun
- Rolf Giesen
- Fritz Göttler (Süddeutsche Zeitung)
- Frieda Grafe
- Ulrich Gregor
- Gernot Gricksch
- Norbert Grob
- Thomas Groh
- Gunter Groll (Süddeutsche Zeitung)
- Volker Gunske (tip Berlin)
- Willy Haas
- David Hain
- Silvia Hallensleben
- Adolf Heinzlmeier
- Joe Hembus
- Gebhard Hölzl
- Robert Hofmann
- Alfred Holighaus
- Renate Holland-Moritz (Eulenspiegel)
- Sabine Horst
- Oliver Hüttmann (Rolling Stone)
- Herbert Ihering
- Ernst Jäger
- Frédéric Jaeger (critic.de)
- Peter W. Jansen (ZDF-Kulturmagazin aspekte, SWF)
- Dirk Jasper
- Artur Jung (Cinema)
- Hellmuth Karasek
- Harald Keller
- Heinz Kersten (RIAS)
- Christian Keßler
- Andreas Kilb (Die Zeit, FAZ)
- Annette Kilzer
- Thomas Klingenmaier (Stuttgarter Zeitung)
- Rainer Knepperges
- Tobias Kniebe
- Ekkehard Knörer
- Gertrud Koch
- Rupert Koppold (Stuttgarter Zeitung)
- Daniel Kothenschulte (Frankfurter Rundschau)
- Theodor Kotulla
- Siegfried Kracauer
- Oliver Kube (Bild, Filmstarts, Oxmox)
- Dietrich Kuhlbrodt
- Joachim Kurz (Kino-Zeit)
- Claudia Lenssen
- Anke Leweke
- Herbert Linder
- Patrick Lohmeier
- Verena Lueken (FAZ)
- Cosima Lutz
- Joachim von Mengershausen
- Helmut Merker (WDR)
- Michael Meyns
- Niklas Michels (Kino-Zeit)[12]
- Gerhard Midding
- Julian Miller (Quotenmeter.de)
- Olaf Möller
- Peter Nau
- Katja Nicodemus (die tageszeitung, Die Zeit)
- Karena Niehoff
- Cristina Nord (die tageszeitung)
- Dieter Oßwald
- Enno Patalas
- Milan Pavlovic (steadycam)
- Pem (Paul Marcus)
- Lars Penning
- Hans Günther Pflaum (Süddeutsche Zeitung u. a.)
- Ponkie
- Hans-Ulrich Pönack (Deutschlandradio Kultur , Sat.1 Frühstücksfernsehen)
- Hans Helmut Prinzler
- Bert Rebhandl
- Sven von Reden
- Wilfried Reichart
- Rolf von der Reith
- Heinz Ritter
- Hanns-Georg Rodek (Die Welt)
- Heiko Rosner
- Viktor Rotthaler
- Hans Sahl
- Daniela Sannwald
- Karl-Heinz Schäfer
- Ralf Schenk
- Hans Schifferle
- Hans-Joachim Schlegel
- Wolfgang M. Schmitt
- Verena Schmöller (Kino-Zeit)
- Olaf Schneekloth
- Lina Schneider (Kölner Stadt-Anzeiger, Die Zeit)
- Josef Schnelle
- Berndt Schulz
- Jan Schulz-Ojala
- Thomas Schultze (Blickpunkt:Film)
- Libertas Schulze-Boysen
- Wolfram Schütte (Frankfurter Rundschau)
- Michael Schwarze (Frankfurter Allgemeine)
- Martin Schwarz
- Barbara Schweizerhof (epd Film)
- Georg Seeßlen
- Claudius Seidl
- Hans Siemsen
- Anke Sterneborg (Süddeutsche Zeitung, epd Film)
- Norbert Stresau
- Carolin Ströbele
- Rüdiger Suchsland (FAZ, Frankfurter Rundschau, filmdienst)
- Franc Tausch
- Christoph Terhechte
- Rolf Thissen
- Rainer Tittelbach (Tittelbach.tv)
- Bodo Traber
- Peter Twiehaus (ZDF-Morgenmagazin)
- Susan Vahabzadeh (Süddeutsche Zeitung)
- Sascha Westphal
- Antje Wessels
- Maria Wiesner (FAZ, Kino-Zeit)
- Karsten Witte
- Rochus Wolff (critic.de, Kino-Zeit, filmdienst)
- Hans Wollenberg
- Anna Wollner
- Rudolf Worschech (epd Film)
- Wolfgang Würker
- Thilo Wydra
- Angela Zierow
- Meinolf Zurhorst

## Frankreich
- Barthélémy Amengual
- Jean-Georges Auriol
- André Bazin
- Antoine de Baecque
- Alain Bergala
- Jean-Louis Bory
- Michel Ciment
- Jean-Pierre Coursodon
- Serge Daney
- Jean Douchet
- Jean-Michel Frodon
- Jean-Luc Godard
- Jacques Lourcelles
- Jean Narboni
- Jacques Rivette
- Éric Rohmer
- Jacques Siclier
- Roger Tailleur
- Serge Toubiana
- François Truffaut

## Großbritannien
- Gilbert Adair
- Peter Bradshaw
- Raymond Durgnat
- Philip French
- Leslie Halliwell
- Penelope Houston
- Nick James
- Mark Kermode
- Ali Plumb
- David Thomson
- Alexander Walker

## Iran
- Aydin Aghdashloo

## Italien
- Davide Abbatescianni
- Massimo Bertarelli (Il Giornale)
- Ricciotto Canudo (Monjoie!; La gazette des sept arts)
- Carlo Chatrian
- Fernaldo Di Giammatteo
- Goffredo Fofi
- Enrico Ghezzi
- Giovanni Grazzini
- Tullio Kezich
- Paolo Mereghetti
- Gian Luigi Rondi
- Giovanni Scognamillo

## Kanada
- Will Aitken
- Michael Walsh (The Province)

## Österreich
- Christian Fuchs (ORF)
- Peter Hajek
- Herbert Holba
- Alexander Horwath
- Christoph Huber
- Rudolf John
- Dominik Kamalzadeh
- Hans Langsteiner
- Michael Omasta
- Claus Philipp
- Michael Pekler
- Julia Pühringer
- Bert Rebhandl
- Drehli Robnik
- Thomas Taborsky

## Portugal
- Lauro António
- Eurico de Barros
- João Bénard da Costa
- Sérgio Dias Branco
- Manuel Carvalheiro
- Eduardo Geada
- João Mário Grilo
- Jorge Silva Melo
- Roberto Nobre
- Beatriz Pacheco Pereira
- Maria do Carmo Piçarra
- Jorge Leitão Ramos
- Augusto M. Seabra
- Alberto Vaz da Silva
- José Manuel Amaral Rodrigues da Silva

## Schweiz
- Sandra Kyburz

## Spanien
- Carlos Sánchez Boyero (El País)

## Uruguay
- Hugo Alfaro
- Homero Alsina Thevenet
- Ruben Cotelo
- René Arturo Despouey
- Gerardo Fernández
- Manuel Martínez Carril
- Ronald Melzer
- Jorge Sclavo
- Griselda Zani

## USA
- James Agee
- James Berardinelli
- Peter Bogdanovich
- Vincent Canby
- Justin Chang
- Bosley Crowther
- Peter Debruge
- Roger Ebert
- David Ehrlich
- Manny Farber
- Otis Ferguson
- Owen Gleiberman
- Mordaunt Hall
- Molly Haskell
- J. Hoberman
- Stephen Hunter
- Pauline Kael
- Stanley Kaufman
- Dave Kehr
- Harry Knowles
- Eric Kohn
- Leonard Maltin
- Todd McCarthy
- Elvis Mitchell
- Amy Nicholson
- Frank S. Nugent
- Scott Orlin
- Richard Roeper
- Jonathan Rosenbaum
- Andrew Sarris
- Richard Schickel
- Paul Schrader
- Jay Scott
- Gene Siskel
- Peter Travers
- Kenneth Turan
- David Walsh
- Armond White
- Stephanie Zacharek